# Tour Total Coupole
Tour Total Coupole (von 1985 bis 1999 als Tour Elf und von 1999 bis 2003 als Tour Total-Fina-Elf benannt, vereinfachend auch Tour Total genannt) ist der Name eines Wolkenkratzers im Pariser Vorort Courbevoie in der Bürostadt La Défense. Der 187 Meter hohe und 1985 fertiggestellte Büroturm gehört zu den höchsten Frankreichs und wird vom französischen Energiekonzern TotalEnergies genutzt.
Der Büroturm ist mit der Métrostation La Défense und dem Bahnhof La Défense an den öffentlichen Nahverkehr im Großraum Paris angebunden.

## Trivia
Am 17. September 2022 erklomm der 60-jährige Freikletterer Alain Robert die Fassade des Wolkenkratzers ohne Sicherung.